# Kaaper
Kaaper je bila drevna Egipćanka, a živjela je tijekom 4. dinastije. Postala je princeza supruga udajom za princa Kaemsekema, unuka faraona Kufua. Rodila mu je dva sina.